# Simon Fraser
Simon Fraser (1776 – 18. srpna 1862) byl obchodník s kožešinami a průzkumník, který na svých cestách prozkoumal velkou část dnešní kanadské provincie Britská Kolumbie. Pracoval pro Severozápadní společnost se sídlem v Montrealu. V roce 1805 byl vybrán do vedení všech aktivit Severozápadní společnosti na západ od Skalistých hor. Zodpovídal za vybudování prvních obchodních středisek, v roku 1808 prozkoumal velkou řeku nesoucí dnes jeho jméno - řeku Fraser. Jeho průzkumná činnost v této oblasti přispěla k pozdějšímu umístění kanadsko-americké státní hranice podél 49 rovnoběžky, protože jako britský občan byl prvním Evropanem, který tu založil trvalé osídlení.

## Začátek obchodování s kožešinami
Byl potomkem skotských horalů pocházejících z osady Culbokie, nacházející se asi 20 kilometrů na sever od skotského města Inverness. Narodil se ve městě Mapletown v státě Vermont v USA během Americké války za nezávislost. Nejmladší člen rodiny která čítala osm dětí. Jeho otce, kapitána britské armády zajali při bitvě o Saratogu, následně zemřel v americkém zajetí. Po skončení války se jeho matka i s rodinou přestěhovala do Kanady. S pomocí jejího strýce, který byl soudce v Court of Common Pleas (předchůdce dnešního anglického nejvyššího soudu) se rodina usadila v blízkosti dnešního města Cadillac v Quebecu.
Ve čtrnácti letech odešel Fraser do Montrealu a za dva roky se po absolvování školení stal zaměstnancem Severozápadní společnosti. Jeho dva strýcové byli obchodníci s kožešinami, což v té době představovalo hlavní obchodní činnost v Montrealu. Další příbuzný Fraserů Simon McTavish zastával významnou funkci v Severozápadní společnosti. V období mezi roky 1792 až 1805 Fraser pracoval jako zaměstnanec společnosti v oblasti Athabasca. Z tohoto období o něm neexistují přesné údaje, zřejmě se mu však nedařilo zle, protože se v roku 1801 stal plnoprávním partnerem společnosti v relativně mladém věku - v 25 letech.

## Průzkumné cesty na západ od Skalistých hor

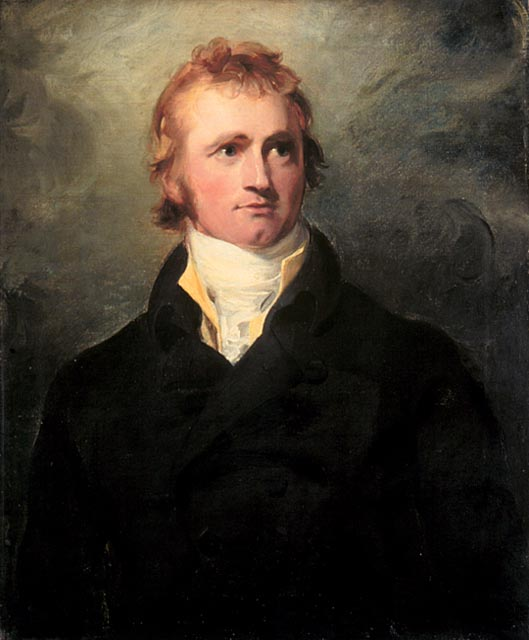
Alexander Mackenzie

V roce 1789 pověřila Severozápadní společnost Alexandra Mackenzieho, aby našel cestu po řece, kterou by se dalo dostat k Tichému Oceánu. Nalézt ji se podařilo až v roce 1793, vedla proti proudu řeky West Road s pokračováním po proudu řeky Bella Coola. Objev této cesty otevřel nové možnosti obchodu s kožešinami, avšak její náročnost byla příliš velká, aby mohla sloužit jako obchodní cesta na západ k oceánu. Fraser zodpovídal za rozšíření obchodu na západ od Skalistých hor. Mackenzieho cestu lze chápat jako průzkumnou výpravu, zatímco Fraserovou úlohou bylo postavit trvalé obchodní sídla, prozkoumat trasy možných nových obchodních cest a vznést nárok společnosti na oblast západně od Skalistých hor. V tomto smyslu se dá říci, že zodpovídal za postavení prvních evropských osad v oblasti dnešní provincie Britská Kolumbie.

## Cesta proti proudu řeky Peace a založení obchodních středisek

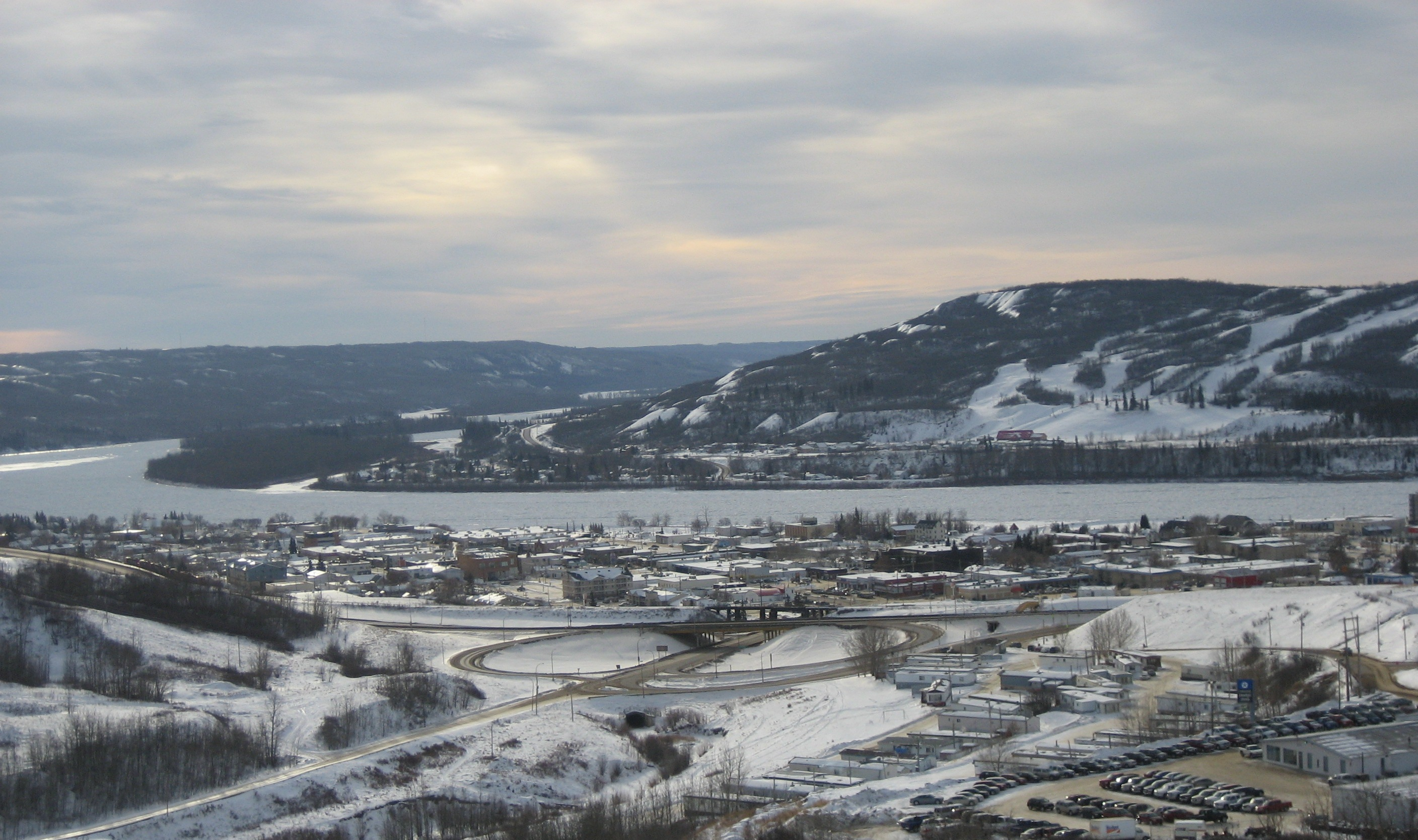
Řeka Peace

Na podzim roku 1805 se vydal proti proudu řeky Peace, přičemž založil východně od kaňonu Peace River obchodní sídlo Rocky Mountain Portage House (v současnosti Hudson's Hope). Přes zimu se Fraser a jeho lidi dostali skrz hory, pluli proti proudu řek Parsnip a Pack a založili sídlo Trout Lake Fort (Fort McLeod), nacházející se na břehu dnešního jezera McLeod. Tato stanice znamenala první trvalé evropské osídlení ležící na západ od Skalistých hor v dnešní Kanadě. Nově objevené území nazval Nová Kaledonie, po domově svých předků ve Skotsku.
Detailnější průzkumy jeho asistenta Jamese McDougalla vedly k objevení jezera Carrier, nyní známé jako jezero Stuart. Na jeho břehu postavil v roce 1806 další osídlení - Fort St. James. Odkud poslal svého dalšího asistenta Johna Stuarta na západ k jezeru Fraser, kde později dva muži postavili další sídlo, které je nyní známe pod názvem Fort Fraser.

## Založení osady Fort George (Prince Jiří)

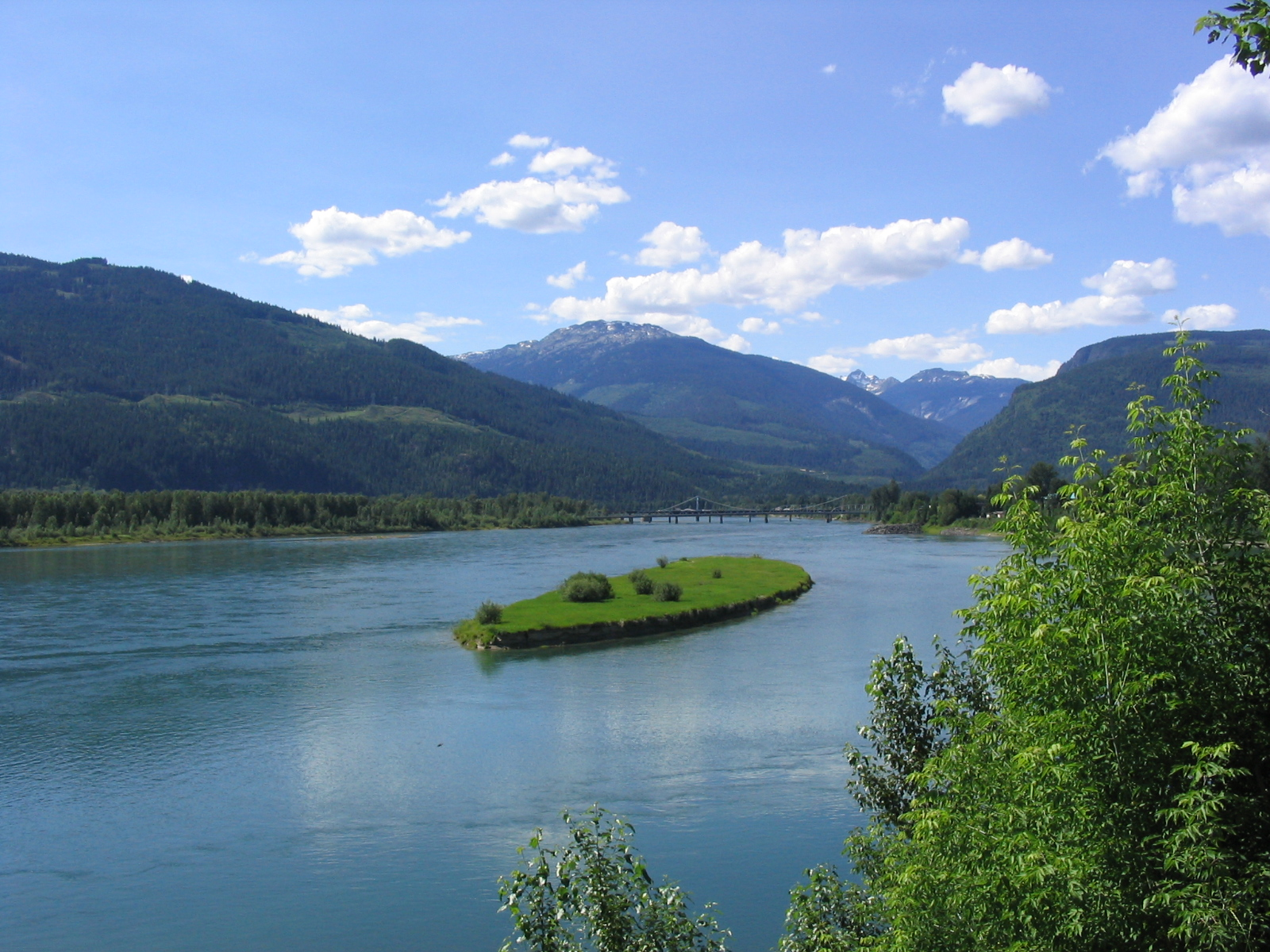
Řeka Kolumbie

Fraser od původních indiánských obyvatel zjistil, že řeky Fraser se dá dosáhnout splavením řeky Stuart, která vytéká ze stejnojmenného jezera, následně se musí vydat proti proudu řeky Nechako, až k jejímu soutoku s řekou Faser. Byl to jeho nápad, aby zmapovali řeku (řeku Fraser), o které se mylně domníval, že je řekou Kolumbie, jejíž ústí roku 1792 prozkoumal Robert Gray. Kvůli nedostatku mužů a zásob se musel svého plánu začít cestu v roce 1806 vzdát. Další zásoby měly dorazit až na podzim příštího roku. Proto předtím podnikl cestu k soutoku řek Nechako a Fraser, kde založil osadu Fort George (Prince George).

## Splavení řeky Fraser

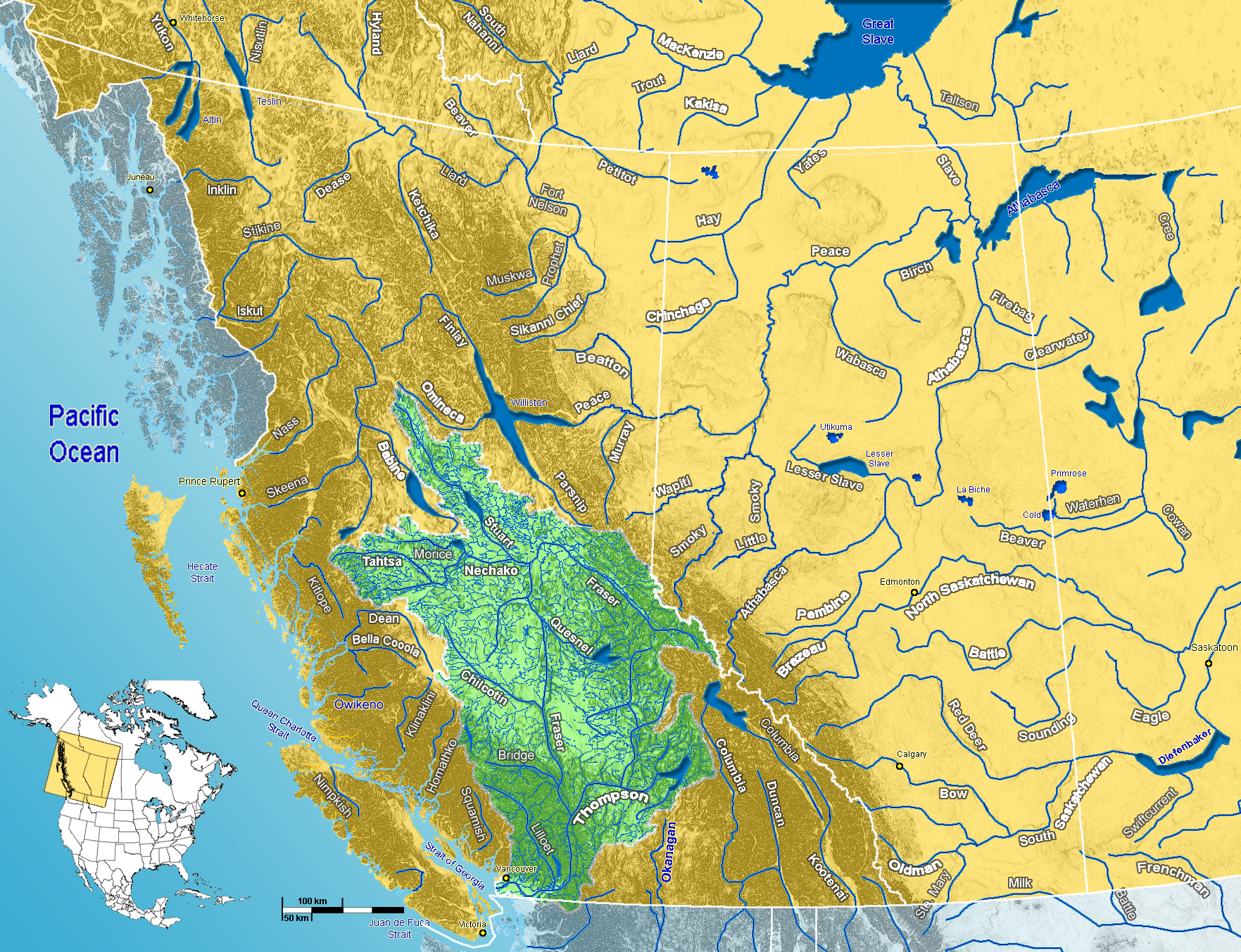
Povodí řeky Fraser

Fraser opustil Fort George 28. května 1808 na čtyřech kánoích, v kterých bylo 24 jeho společníků. Indiáni ho od počátku varovali, že řeku dále po jejím proudu není možné překonat. Už jen zdolání jejích peřejí se ukázalo být extrémně náročné. Po třinácti dnech on i jeho muži opustili kanoe a pokračovali ve své cestě pěšky, přičemž si občas půjčovali kanoe od indiánských kmenů, na které při své cestě narazili.

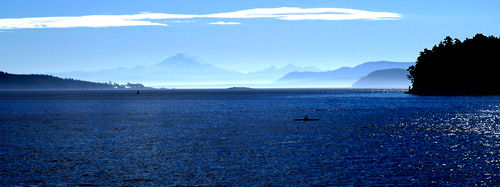
Úžina Strait of Georgia

Během cesty se projevil jako schopný vyjednávač a diplomat, když se mu podařilo navázat s indiánskými kmeny, které potkali, přátelské vztahy. Dal si pozor, aby osadám, které ležely dále po proudu oznámil svoje přátelské záměry a dobu jeho příchodu. Tento přístup se ukázal být efektivní, přesto se setkal s nepřátelským chováním kmene Musqueam na místě dnešního Vancouveru. Musqueamové ho pronásledovali, což způsobilo, že nemohl detailněji zmapovat úžinu Strait of Georgia. Další pronásledování výprava zažila od sousedního kmene Kwantlen. Poté, co zjistil, že řeka po proudu, kterou se plavili, není Columbie, zavládlo ve výpravě zklamání. Splavení řeky Fraser trvalo 36 dní.
Návrat do Fort George se ukázal být ještě náročnější, protože nepřátelské chování, které výprava zažila při ústí řeky Fraser, se rozšířilo i proti proudu. Nepřátelství domorodého obyvatelstva a neustálá smrtelná hrozba vyústily téměř ve vzpouru, protože Fraserovi muži chtěli jít na zpáteční cestě po souši.
Nakonec Fraser vzpouru potlačil a 6. srpna 1808 stanuli zpět ve Fort George, kde cestu začínali. Cesta proti proudu jim zabrala 37 dní.

## Fraser a bitva u Sedmi dubů

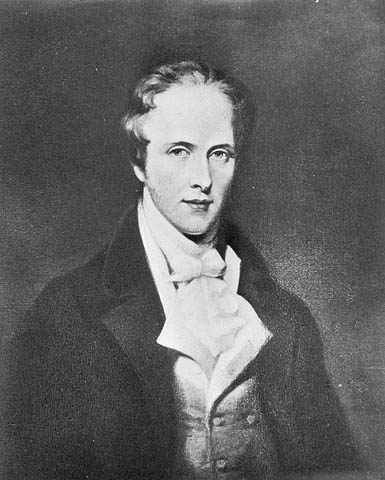
Thomas Douglas

Pouze 32 let měl Fraser, když se vrátil ze své epické výpravy po řece, která měla jednoho dne nést jeho jméno a při které založil trvalé osídlení v tehdejší Nové Kaledonii. Následujících jedenáct let obchodoval s kožešinami v Severozápadní společnosti.
Novou Kaledonii opustil roku 1809 a odešel do oblasti Athabasca, kde setrval až do roku 1814. Většinu času tam pracoval ve vedení oblasti Mackenzie River v Severozápadních teritoriích. Později byl přeložen do Red River Valley, kde se ocitl uprostřed sporu mezi Severozápadní společností a Thomasem Douglasem, lordem ze Selkirku, který vlastnil většinu akcií Společnosti Hudsonova zálivu a který založil kolonii Red River. Konflikt vyvrcholil bitvou u Sedmi dubů v červnu 1816. Výsledkem byla smrt guvernéra kolonie Roberta Sempla a devatenácti dalších lidí. I když se do přestřelky on sám nezapojil, lord Selkirk ho v osadě Fort William zatknul. V září jej převezli do Montrealu, kde byl však ihned propuštěný na kauci.
Když v roce 1817 Severozápadní společnost převzala kontrolu nad osadou Fort William, vrátil se zpět. Bylo to naposledy, co se věnoval obchodu s kožešinami. Následující rok jej spolu s dalšími pěti partnery zprostili všech obvinění za účast v přestřelce.

## Další život
Obchodu s kožešinami zanechal a usadil se ve městě Cornwall v provincii Ontario, kde se po dvou letech i oženil. Sloužil jako kapitán Prvního regimentu Stormontské milice během nepokojů v roce 1837. Měl osm dětí, pět synů a tři dcery. Byl jedním z posledních žijících partnerů Severozápadní společnosti. Zemřel 18. srpna 1862 ve věku 86 let. Jeho žena zemřela hned na druhý den, oba byli pochováni do jednoduchého hrobu na Římskokatolickém hřbitově ve St. Andrew's.

## Seznam osad a obchodních středisek, které založil
- McLeod Lake (1805)
- Hudson's Hope (1805)
- Fort Fraser (1806)
- Fort St. James (1806)
- Fort George (Prince George) (1807)

## Seznam oblastí a institucí pojmenovaných po Fraserovi

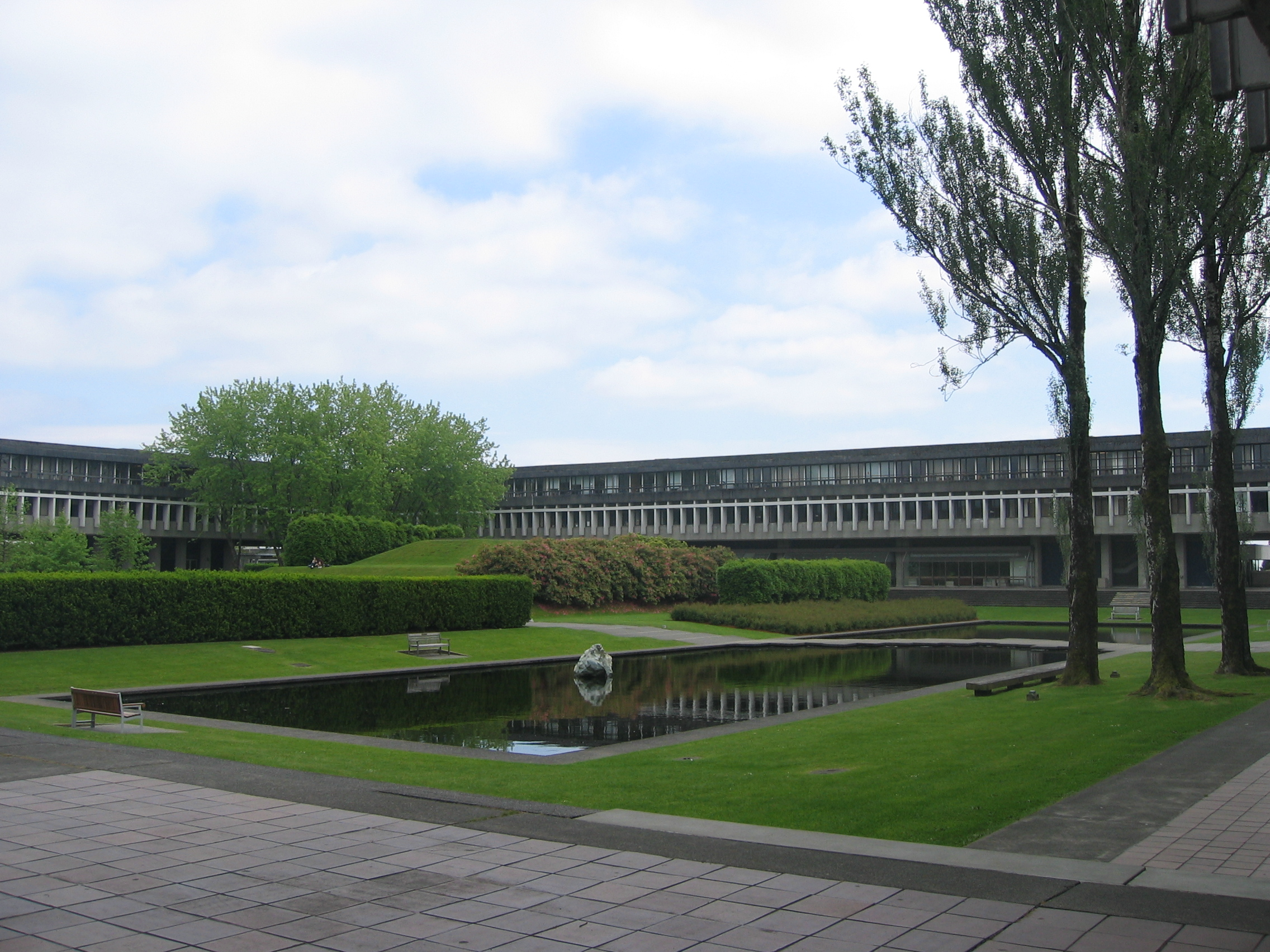
Univerzita Simon Fraser University

- Řeka Fraser, kterou po něm pojmenoval průzkumník David Thompson
- Jezero Fraser, ležící na severu střední části Britské Kolumbie a obec na západním břehu jezera
- Fort Fraser, nacházející se východně od jezera Fraser
- Univerzita Simon Fraser University ve městě Burnaby v Britské Kolumbii
- Dálniční most Simon Fraser Bridge ve městě Prince George, který se táhne podél řeku Fraser
- Velký počet ulic, škol a cest, např. dálnice Fraser Highway